# 大鳞副泥鳅
大鳞副泥鳅（学名：Paramisgurnus dabryanus）为輻鰭魚綱鯉形目鳅科的其中一種，俗名大泥鳅、紅泥鰍。

## 分布
本魚分布于中國四川省内见于长江、嘉陵江和岷江水系、浙江省和台湾、辽宁省辽河中下游、黄河、黑龙江等。並引進日本，该物种的模式产地在长江。

## 深度
水深0至10公尺。

## 特徵
本魚體延長呈圓柱狀，頭小且具5對鬚。魚體呈灰褐色，腹部淺黃色，具不規則的黑色細小斑點或線紋，有些地區體色較紅。背鰭及尾鰭有暗色小點排列成行，尾鰭圓形，體長可達20公分。

## 生態
本魚為初級淡水魚，喜歡在泥底質的水田、水渠、沼澤或河川緩流，對環境的適應力與耐污力頗強，可生活於溶氧不足且水位淺的濕地，並能吞入空氣泡進行腸壁呼吸，屬雜食性，以水生昆蟲、藻類、有機碎屑等為食。

## 經濟利用
為食用魚，目前已多為人工養殖。

## 扩展阅读
維基物種上的相關：大鳞副泥鳅
- 黄河土著鱼类列表